# エイプリル・フローレス

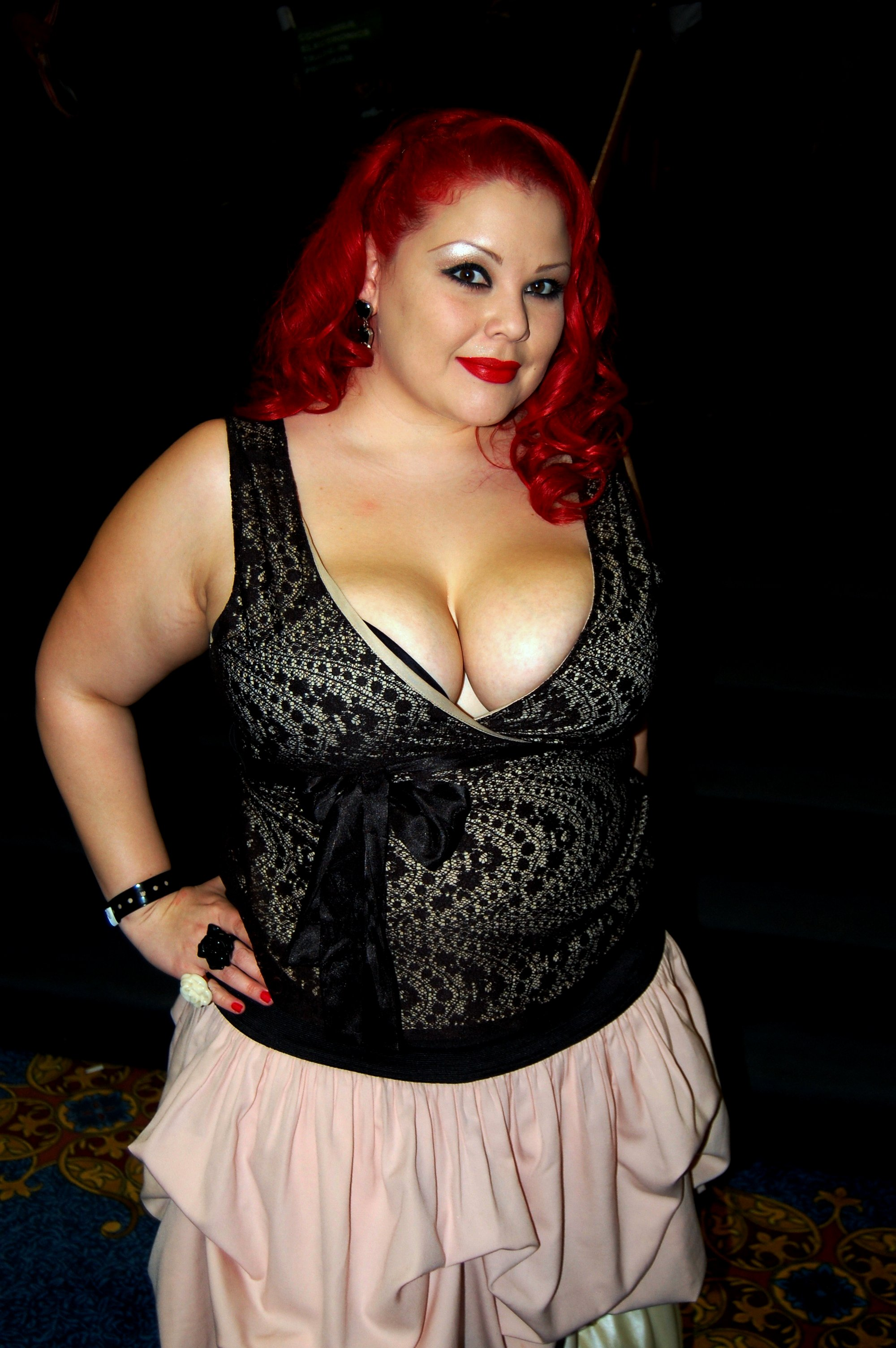
エイプリル・フローレス

エイプリル・フローレス（April Flores, 1976年4月30日 - ）は、アメリカ合衆国のポルノ女優。カリフォルニア州出身。